# FL Studio Mobile
FL Studio Mobile — цифрова звукова робоча станція (DAW) для Android, iOS та Windows UWP.
Програма дозволяє створювати багатотрекові музичні проекти, які потім можна експортувати у формати WAV, MP3 і MIDI для редагування на інших DAW чи зберігати у формат .FLM для роботи на FL Studio 10.0.5 або пізніших версіях. Включає в себе різноманітні функції: секвенсер, редактори для різних музичних інструментів, дрампад, редактор треків, звукові ефекти та підтримує 133 інструмента, включаючи синтезатори та ударні установки. Інші інструменти можна додати до програми за допомогою форматів .zip та .instr.

## Історія
21 червня 2011 року «Image-Line» випустила на ринок відразу дві перші мобільні версії програми FL Studio — FL Studio Mobile та FL Studio Mobile HD, які коштували відповідно $15,99/19,99 та були доступні для завантаження на App Store. Над розробкою програми працювала «Artua» у співпраці з «Music Studio». FL Studio Mobile 1.0 сумісний із пристроями, що працюють під управлінням iOS 3.1.3 або пізнішої версії, зокрема на всіх моделях iPhone та iPod. На iPad 1 та iPad 2 також можуть працювати як FL Studio Mobile, так і FL Studio Mobile HD, а версія HD вимагає iOS 4.2 або пізнішої версії. Версія iPhone 4 включає підтримку Retina Display. У листопаді-грудні 2016 Image-Line випустила FL Studio Mobile 3 на Android (Google Play Store), потім на iOS (Apple App Store) та Windows (Windows App Store).

## Особливості
Редактор треків
Програма має редактор треків, який підтримує 99 багаторівневих доріжок; та включає в себе функції одавання, дублювання і видалення треків, зміну інструменту, вибір ключових знаків та темпу, підключення шини ефектів, налаштування панорами, гучності, а також кнопки "соло" і "заглушити" .
Редактор Piano Roll
Клавішний редактор (piano roll) дозволяє вручну малювати ноти, одночасно виділяти масив нот і одночасно змінити їх тривалість, а також опції налаштування динаміки, переміщення, дублювання і квантизації нот.
Покроковий секвенсер
Покроковий секвенсер дозволяє записати мелодію довжиною в один такт або в одну долю, і створити на їх основі петлю. Він дозволяє створювати кілька звуків на одній доріжці та налаштовувати висоту і швидкість кожного кроку.
Клавіші і дрампад

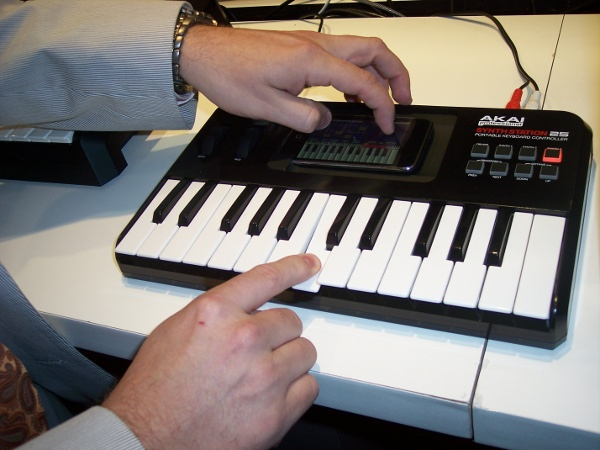
Akai Synthstation 25 (ліва рука торкається підключеного iPhone)

Клавіші мають функції масштабування та штабелювання, що дозволяє використовувати її для п'яти одночасних дотиків, і десяти на iPad. Також є 3 режима, повноекранна підтримка, мелодії і циклічний запис, дві орієнтації пристрою та повністю настроювальний метроном. Висота тону і швидкість може бути застосована для нот, дрампадів чи редактора Piano Roll. Звичайна версія сумісна з Akai SynthStation 25, плагіном клавіатури піаніно для iPhone і iPod.
Інструменти
Версія 1.0 має 133 семпла музичних інструмента, що охоплюють такі музичні жанри як класика, джаз, рок, електронна та інші. Також є підтримка синтезаторів та ударних установок. Змінювати висоту тону можна за допомогою нахилу пристрою. iOS, а заодно і FL Studio Mobile, не підтримує VST-плагіни. Починаючи з версії 1.1 користувачі можуть додати ще більше інструментів до програми за допомогою форматів .instr та .zip.
Ефекти
Версія 1.0 має 5-ю ефектів у реальному часі, включаючи реверберацію, затримку для створення ехо, еквалайзер, імітатор підсилювача з двома типами овердрайві, і фільтр із резонансним і додатковий контролем нахилу. Також є обмежувач обсягу пісні. Ефекти можна включити як для індивідуального каналу так і для усього проекту.

### Імпорт та експорт
На відміну від версії 1.1, версія 1.0 не підтримує імпорт семплів. Програма підтримує обмін файлів з iTunes, експорт файлів у формати WAV та MIDI, які можна використовувати в інших цифрових аудіо робочих станцій. Проекти також можна зберегти у форматі .FLM, щоб працювати з ними на FL Studio 10.0.5 чи пізніших версіях.

## Історія версій
| Версія              | Дата виходу    | FL Studio Mobile |
| ------------------- | -------------- | --- |
| 1.0.0               | 21 червня 2011 | Підтримка усіх пристроїв на iOS, включаючи iPad та iPad 2. 133 пресета інструментів та п'ять ефектів у реальному часі. Проекти можна експортувати до FL Studio. |
| 1.0.5               | 2011           | Підтримка усіх пристроїв на iOS, включаючи iPad та iPad 2. 133 пресета інструментів та п'ять ефектів у реальному часі. Проекти можна експортувати до FL Studio. |
| 1.1.0               | 23 липня 2011  | Додана можливість додавати додаткові інструменти за допомогою форматів .instr та .zip. Кнопка запису додана до екрану фільтра, а редагування треків до бар-редактора. Використовуючи Sonoma AudioCopy, аудіо можна експортувати до інших додатків. |
| 1.2.0               | 20 грудня 2011 | «Custom Instrument Button» (у «Instruments list»). «AudioPaste». «Swing» (у «Step Editor»). Завантаження\експорт до SoundCloud. Експорт до AAC (.m4a). Усі формати WAV тепер підтримуються для імпорту семплів. Виправлення багатьох помилок та підвищення продуктивності. |
| 1.2.1               | 6 січня 2012   | AudioPaste: можна виводити довільні назву пресета. У спливаючому вікні SoundCloud ім'я користувача може бути використане для виходу в систему. Виправлення помилок. |
| 1.3.1               | 21 червня 2014 | Підтримка усіх пристроїв на Android та iOS, включаючи iPad та iPad 2. 133 пресети інструментів і 5 ефектів реального часу. Редактор аудіотреків та звуковий редактор та під'їднаний синтезатор MiniSynth. Фоновий звук (відтворення звуку, якщо додаток працює у фоновому режимі). Проекти (у форматі .flm) сумісні з Android та iOS, а якщо присутні аудіотреки, то вони ігноруються. Якщо інструменти не підтримуються, то MIDI-дані завантажуються і озвучуються інструментом за замовчуванням. |
| Android 2.0 iOS 2.4 | вересень 2014  | Версія для Android: додано Audio Tracks, Wave-редактор та Audio Recording; виправлені помилки та покращена продуктивність. |
| 3.0                 | грудень 2016   | Версія була повістю перероблена, через проблеми між версіями IOS та Android. Оновлення було безкоштовним для попередньої версії, а FL Mobile може завантажувати файли FLM 2, хоча результати можуть бути не однакові через зміну. |

## FL Studio Mobile 3
25 жовтня 2016 року була випущена FL Studio Mobile 3 та доступна для покупки на Google Play Store.